# I Giochi del Mediterraneo
I I Giochi del Mediterraneo si svolsero dal 5 al 20 ottobre del 1951 ad Alessandria d'Egitto.
Vi parteciparono 734 atleti (tutti di sesso maschile) provenienti da 10 nazioni (Egitto, Francia, Grecia, Jugoslavia, Italia, Libano, Malta, Siria, Spagna e Turchia).

## Sviluppo e preparazione

### Sedi di gara
| Città                | Impianto                             | Sport                                    | Capacità |
| -------------------- | ------------------------------------ | ---------------------------------------- | -------- |
| Alessandria d'Egitto | Stadio di Alessandria                | Cerimonie di apertura e chiusura         | 20.000   |
| Alessandria d'Egitto | Stadio di Alessandria                | Ginnastica artistica                     | 20.000   |
| Alessandria d'Egitto | Stadio di Alessandria                | Calcio                                   | 20.000   |
| Alessandria d'Egitto | Stadio di Alessandria                | Finale del concorso di equitazione       | 20.000   |
| Alessandria d'Egitto | Palestra dello Stadio di Alessandria | Pallacanestro                            | 3.000    |
| Alessandria d'Egitto | Palestra dello Stadio di Alessandria | Sollevamento pesi                        | 3.000    |
| Alessandria d'Egitto | Palestra dello Stadio di Alessandria | Lotta                                    | 3.000    |
| Alessandria d'Egitto | Palestra dello Stadio di Alessandria | Finale del torneo di pugilato            | 3.000    |
| Alessandria d'Egitto | Sala boxe di Alessandria             | Eliminatorie del torneo di pugilato      |          |
| Alessandria d'Egitto | Lago di Nouzha                       | Canottaggio                              |          |
| Alessandria d'Egitto | New Sports Club                      | Eliminatorie del concorso di equitazione |          |
| Alessandria d'Egitto | Sala d'armi di Alessandria           | Scherma                                  |          |
| Alessandria d'Egitto | Stadio Murtafa Fachadi               | Calcio                                   |          |
| Alessandria d'Egitto | Piscina dello Stadio di Alessandria  | Nuoto                                    |          |
| Il Cairo             | Stadio Nazionale                     | Calcio                                   |          |
| Il Cairo             | Tiro                                 |                                          |          |

## I giochi

### Paesi partecipanti
- Egitto
- Francia
- Grecia
- Italia
- Jugoslavia
- Libano
- Malta
- Siria
- Spagna
- Turchia

### Discipline sportive
- Atletica leggera (dettagli)
- Calcio (dettagli)
- Canottaggio (dettagli)
- Ginnastica artistica (dettagli)
- Lotta (dettagli)
- Nuoto (dettagli)
- Pallacanestro (dettagli)
- Pallanuoto (dettagli)
- Pugilato (dettagli)
- Scherma (dettagli)
- Sollevamento pesi (dettagli)
- Tiro a segno (dettagli)
- Tiro a volo (dettagli)

## Medagliere
| Pos.   | Paese      | Oro | Argento | Bronzo | Totale |
| ------ | ---------- | --- | ------- | ------ | ------ |
| 1      | Italia     | 27  | 22      | 12     | 61     |
| 2      | Francia    | 26  | 13      | 5      | 44     |
| 3      | Egitto     | 20  | 26      | 19     | 65     |
| 4      | Turchia    | 10  | 3       | 7      | 20     |
| 5      | Grecia     | 4   | 9       | 8      | 21     |
| 6      | Jugoslavia | 3   | 5       | 7      | 15     |
| 7      | Spagna     | 1   | 4       | 4      | 9      |
| 8      | Libano     | 1   | 5       | 14     | 20     |
| 9      | Siria      | 0   | 3       | 10     | 13     |
| Totale | Totale     | 92  | 90      | 86     | 268    |